# Золота осінь Славутича
«Золота осінь Славутича» — міжнародний фестиваль молодіжної демократії, журналістики, преси та творчості, що проходить щорічно з 1994 в місті Славутич.

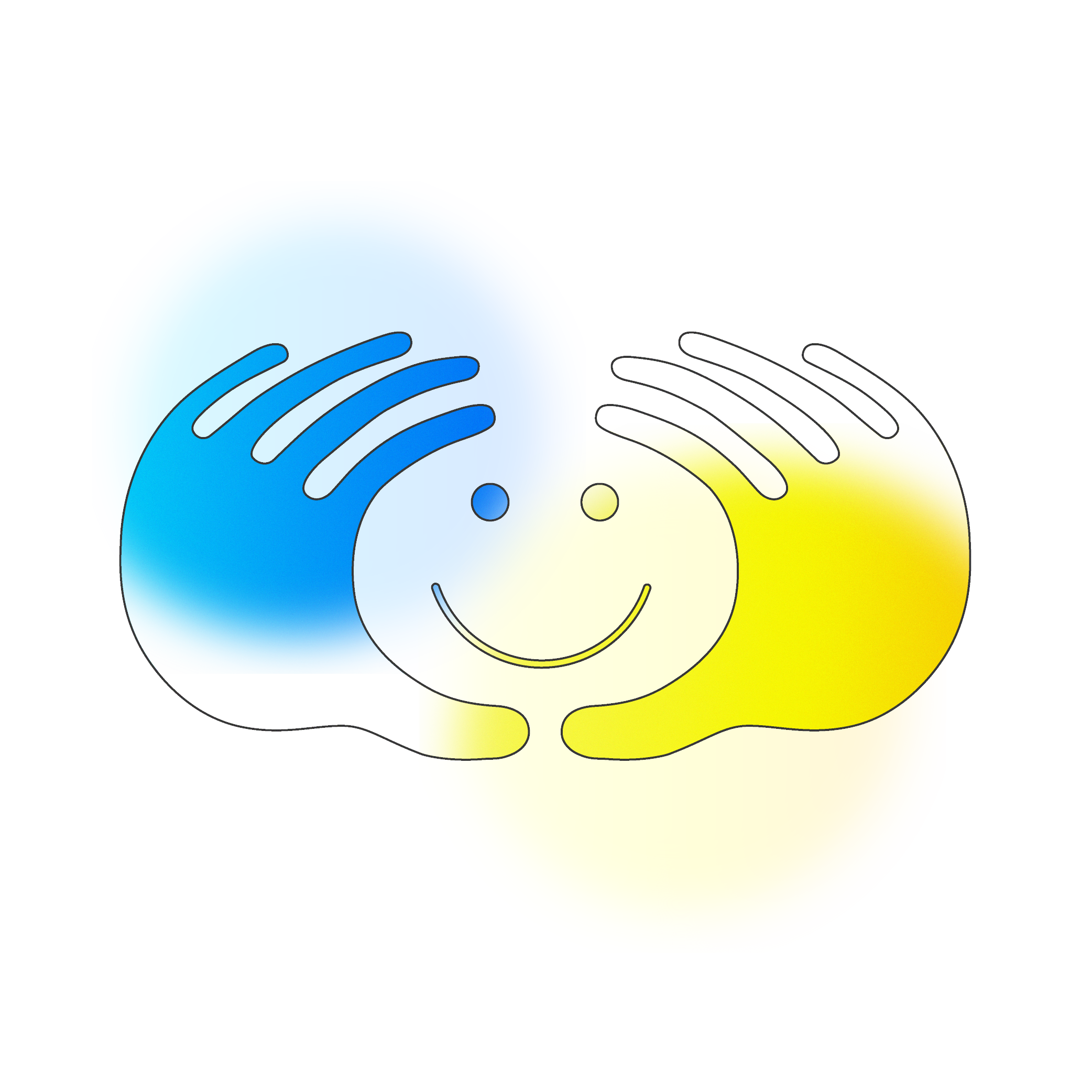
Логотип фестивалю "Золота осінь Славутича - 2022"

Незмінний девіз фестивалю — «Хочу бачити світ щасливим».
Переважна більшість молоді  вважає за краще проводити вільний час в товаристві однолітків. 
Сьогодні, як ніколи, актуальна філософська формула з Кодексу етики,  честі, порядності, добросовісного та ефективного управління Славутицької територіальної громади  “Все починається, відбувається і завершується в сфері людських відносин і стосунків”.
Найкращий приклад стосунків і відносин між молоддю  ми спостерігаємо кожного року на Міжнародному фестивалі дитячої творчості, телебачення та преси “Золота осінь Славутича”. Незмінний девіз якого “Хочу бачити світ щасливим!”.
Головна мета фестивалю: залучення молоді до соціальної активності у суспільному, культурному та економічному житті, розкриття з допомогою ЗМІ особливостей життєдіяльності молоді в сучасних умовах; цілеспрямована професійна підготовка до роботи в ЗМІ, поглиблення, творчих і дружніх контактів між дітьми різних країн.
Кожного року учасники фестивалю піднімають найактуальніші теми сьогодення. 
Юні журналісти, телеоператори, фотокореспонденти, редактори і журналісти дитячих газет, теле- та радіопрограм змагаються у своїй майстерності розкриття актуальних тем засобами журналістики. 

## Засновники фестивалю
Славутицька міська рада, НАЕК "Енергоатом", Міністерства енергетики України; ДСП Чорнобильська АЕС; Київська обласна державна адміністрація; Міністерство в справах сім’ї та молоді України; Міністерство культури та мистецтв України

## Учасники фестивалю
Молоді лідери, громадські активісти, тележурналісти, телеоператори, редактори і журналісти друкованих видань а також учасники творчих колективів.
Вже 29 років поспіль до Славутича з’їзджається молодь на фестиваль Золотої Осені Славутича. ЗОСя – це хороший шанс відшліфувати свої вміння і знання, навчитися швидко і оперативно працювати в команді, отримати чудовий досвід та незабутні враження. Цей фестиваль дарує можливість молодим лідерам, активістам,  кореспондентам, фотографам, блогерам відчути надзвичайний ритм життя своїх обраних професій.

## Історія фестивалю

### 1994
350 учасників фестивалю.
Тема фестивалю: "Хочу бачити світ щасливим!”
Вперше молодіжна преса відвідала Чорнобильську АЕС.

### 1995
560 учасників фестивалю. Тема фестивалю: “Хочу бачити    світ щасливим!”12-годинний телемарафон дитячих програм 

### 1996
700 учасників фестивалю.Тема фестивалю: “Хочу бачити    світ щасливим!”Рекордне   представництво   дитячих   газет,   постановка на міському  стадіоні   опери-ораторії  І. Стравинського   “Цар Едіп”  за участю 400  славутицьких школярів. 

### 1997
500 учасників фестивалю.Тема фестивалю: “Хочу бачити    світ щасливим!”Вперше    проведено   конкурс  радіопрограм,   конкурс DJ, телеміст “Славутич–Річланд”, у відкритті фестивалю  взяли участь 2300 славутицьких школярів

### 1998
460 учасників фестивалю. Тема фестивалю: “Місце під сонцем”Девіз фестивалю: “Моє майбутнє – в моїх  руках” Фестиваль пройшов під егідою ЮНІСЕФ, відбулася  зустріч учасників фестивалю  з Головою Національної програми “Діти України” – дружиною Президента України Людмилою Кучмою, вперше проведено конкурс юних фотокореспондентів.  

### 1999
600 учасників фестивалю. Тема фестивалю: “Я – громадянин міста, громадянин держави”Вперше на фестивалі міста-супутники АЕС України – Енергодар, Нетішин, Кузнецовськ;  створено Велике дитяче журі. 

### 2000
580 учасників фестивалю.Тема фестивалю: “Твоя культура, моя культура – культура миру”Девіз фестивалю: “Толерантність – мир – демократія” В рамках фестивалю проведено акцію “Маніфест 2000 за культуру миру та ненасильство”, створено Парламент дітей м. Славутича, проведено конкурс “Молодих естрадних виконавців” та міський конкурс “Графіті”.   

### 2001
600 учасників фестивалю.Тема фестивалю: “Незалежна держава та моє майбутнє”Девіз фестивалю:  “Через освіту, культуру і демократію –  до мого майбутнього” В рамках фестивалю проведені презентації Славутицьких   філій Національного університету ім.Т.Г.Шевченка та Національного технічного університету КПІ, Молодіжного центру м.Славутича, відкриття погруддя пам’ятника Т.Г. Шевченка.

### 2002
400 учасників фестивалю, в спортивній програмі – 4600 спортсменів з 16 міст України, Росії.Тема фестивалю: “Екологічне мислення – погляд в майбутнє”Взяли участь НАЕК “Енергоатом”, міста-супутники АЕС України,   Всеукраїнська екологічна ліга, Національна  спілка журналістів Київщини, депутати міської Ради м. Комсомольська,  Всеукраїнський Парламент дітей, Молодіжна міська Рада Славутича, Молодіжне творче обєднання “Середовище Буття” м. Київ.

### 2003
628 учасників фестивалю, в спортивній програмі – 255 спортсменів з 16 міст України, Росії, Білорусії.
Тема фестивалю: “Її величність – Журналістика! 10 років – щасливий голос Дитинства, Дружби та Добра”.Презентації Молодіжно-економічного форуму, бізнес-школи. Вперше взяли участь: Всеукраїнська асоціація фотохудожників; Всеукраїнський фонд Надії і Добра; Фонд соціального захисту матерів і дітей “Діти України”; Департамент преси МДЦ “Артек”; Державний комітет інформації. 

### 2004
446 учасників фестивалю, в спортивній програмі – 400 спортсменів з 18 міст України, Росії, Казахстану.Тема фестивалю: “Міцна сім`я, міцна родина – добробут, щастя України”Вперше на фестивалі: зустріч із командою шахових композиторів України – чемпіонів і віце-чемпіонів світу, презентація першого номеру журналу  “Проблеміст України”,  вибори депутатів Молодіжної Ради. Вперше у фестивалі взяла участь Асоціація міст Київщини. 

### 2005
804 учасників фестивалю, в спортивній програмі – 130 спортсменів з 20 міст України, Росії, Білорусії,Чувашії.Тема фестивалю: “Об’єднаймо світ  проти зла”Девіз фестивалю: “Міста, країни – дружні до дитини”В рамках  фестивалю: засідання міського прес-клубу та учасників фестивалю з представниками політичних партій; презентація інституту масових комунікацій Київського національного університету ім. Т.Г. Шевченка; презентація збірки поезії славутичанки Оксани Василець; журналістський уїк-енд. Вперше взяла участь команда з Київського військового ліцею ім. Івана Богуна. 

### 2006
813 учасників фестивалю, в спортивній програмі – 400 спортсменів. З 15 міст України, Росії.Тема фестивалю: “Відродимо собори наших душ”Домашнє завдання: “Це так просто бути на Землі Людиною”        В рамках фестивалю: презентація фітнес-клубу; товариська зустріч між дорослими та юними журналістами за участю ФК “Шахтар”, брифінг керівництва ДП НАЕК “Енергоатом” з представниками ЗМІ та учасниками фестивал, Мистецька презентація у відео репортажі про роботу атомних станцій України “Міста супутники АЕС в гостях у славутичан”, святкування 10-річчя ПДЮТ.

### 2007
1110 учасників фестивалю з 24 міст України, Молдови, Росії.Тема фестивалю: “Історія Вітчизни – це всі ми! Роки… Події… Майбуття!”Домашнє завдання: “Україна – Молодь – Євровибір”    В рамках фестивалю святкування 30-річчя атомної енергетики України, презентація дитячого ігрового комплексу “Фортеця Нормандія” – спільний проект НАЕК “Енергоатом” та корпорації ОАО “Твел” (Росія), “Наш вибір – вибори”, святкування 10-річчя судії “Аква”, зустріч з Головою Київської обласної ради             В.В. Майбоженко.Вперше на фестивалі делегації з Монголії і Румунії. 

### 2008
1213 учасників фестивалю з 12 міст України, Молдови, Росії.Тема фестивалю: “Молодь обирає здорове життя – ЗОСю, як надію й віру в майбуття”Домашнє завдання: “Здоровий спосіб життя – гарантоване майбутнє”   В рамках фестивалю: відкриття експозиції до 15-річчя “Золотої осені Славутича”; заснування алеї “ЗОСі”; відкриття молодіжного Євроклубу; презентація розвиваючого табору “Cool Camp”; “Модний дім Золотої осені” – театральний показ мод, гуртка ПДЮТ “Театр танцю і моди”.Участь  вихованців  ПДЮТ у конкурсній програмі:Гурток МІАС – ІІІ місце (фотостудія “Міг”)

### 2009
1205  учасників фестивалю з 20 міст України, Молдови.Тема фестивалю: “Молодь! Ласкаво просимо до дорослого життя – разом шукаємо шляхи порозуміння”Домашнє завдання: “Освіта – заради майбутнього” В рамках  фестивалю  презентація книги вихованки ЗОСі Олени Дудко «Вступ в журналістику»,  презентація медичного центру МАЕМ 

### 2010
1068 учасників фестивал з 20 міст України, Росії, Молдови.Тема фестивалю: “Духовна спадщина віків – храм людяності поколінь”Домашнє завдання: “Від дідуся до внука у спадок – духу сила”   В рамках фестивалю: “Поклик століть єднає друзів” –зустріч учасників та гостей фестивалю на Княжій горі в м. Любеч, конкурс інформаційних технологій (ІТ-проект)  

### 2011
1055 учасників фестивалю.Тема фестивалю: «ЯКІЙ БУТИ ДЕРЖАВІ, ЯКИМИ БУТИ НАШИМ МІСТАМ – ЗАЛЕЖИТЬ ВІД КОЖНОГО З НАС!» Домашнє завдання: «ЯКІЙ БУТИ ДЕРЖАВІ, ЯКИМИ БУТИ НАШИМ МІСТАМ – ЗАЛЕЖИТЬ ВІД КОЖНОГО З НАС!» В рамках фестивалю: майстер-клас із відомими журналістами: Куликовим Андрієм, Жигаловим Григорієм, Сонею Кошкіною, Ольгою Онисько, Анастасією Правдивець та Наталією Костилєвою; зустріч з композитором В’ячеславом Кукобою та поетом Миколою Грабовським. Вперше – Інтернет – міст учасників фестивалю «Зося-Дружба-Онлайн»Виступ гурту «ДжазексБенд»

### 2012
1760 учасників фестивалю.
Тема фестивалю: “Славутич-25! Місто мрій – можливостей – щасливого життя”
Домашнє завдання: “Краса кожної людини починається з її здоров’я”
У рамках фестивалю майстер-класи  з відомими журналістами: Андрієм Куликовим, Павлом Кужеєвим, Оленою Дудко,  Ігорем    Дармостуком, Юлією Пасак, Сергієм Светлицьким, Євгенією Овчинніковою; майстер-клас  з дитячим письменником – Сергієм Коловоротним; презентація Київського міжнародного університету; виступ гурту “Електроклуб”, “С.К.А.Й.” та Василя Бондарчука.
Вперше на фестивалі: Кубок шкільних команд КВН, інтелектуальна гра “Як стати мером”. 

### 2013
913 учасників
Тема фестивалю та домашнього завдання: “Творчість кожного – дорога у майбутнє”
У рамках фестивалю: екскурсія до ДСП «Чорнобильська АЕС» та міста Прип’ять; майстер-класи з відомими журналістами та тележурналістами: Костянтином Грубичем, Павлом Кужеєвим, Григорієм Жигаловим, Юлією Пасак; майстер-клас від Тетяни Васєчко – керівника зразкового фольклорного гурту «Намисто», заслуженого працівника культури; конкурс-гра «Як стати мером»; фестиваль команд КВН.
Вперше на фестивалі: народний ансамбль танцю України «Барвінок», м. Луганськ; Марія Яремчук – фіналістка телепроекту «Голос країни», лауреат Міжнародного конкурсу молодих виконавців «Нова хвиля-2012», «ДіОфільми» – український музичний гурт, переможці «Фабрики зірок-2»; делегація з Японії

### 2014
1045 учасників
Ідея фестивалю: “За єдину Україну! За єдиний Славутич!”
Домашнє завдання: “Сучасний інформаційний простір “за” і “проти”
Конкурсне завдання: “Бути патріотом – просте людське щастя!”
У рамках фестивалю: майстер-класи з відомими журналістами та тележурналістами – Костянтином Грубичем, Павлом Кужеєвим, Юлією Пасак, Христиною Брянцевою, Геннадієм Гребньовим; «Освітня євроінтеграція молоді» – зустріч з професором Холодом Олександром Михайловичем; конкурс-гра «Як стати мером»; флешмоб-братання «Дай руку мені, друже!», акція миру; благодійна акція по збору коштів на підтримку мобілізованих та учасників АТО; шоу-програма для молоді “Міс Золота Осінь”
Вперше на фестивалі: робота молодіжних дискусійних платформ – зустріч з учасниками АТО, переселенцями зони АТО, дискусія «Громадські ЗМІ. Громадське телебачення», брифінг керівництва ДСП ЧАЕС «ЧАЕС сьогодні»; народний художній колектив ансамбль бандуристів «Золоті струни», м. Київ; молодіжний арт-проект «З Україною в серці» 

### 2015
943 учасники
Ідея фестивалю: «Україна – європейська держава! Славутич – європейське місто!»
Домашнє завдання: «Місто моєї мрії»
Спецтема: «Інтернет об’єднує чи роз’єднує»
У рамках фестивалю: робота дискусійних платформ, майстер-класи Володимира Удовиченка, Майі Руденко, Валентина Корнієнка, брифінг керівництва ДСП ЧАЕС, координаторів міжнародних проектів, інтелектуальна гра для лідерів учнівського самоврядування «Як стати мером», «Єднає всіх нас до Славутича любов» – посвята у депутати Молодіжної ради, флешмоб-братання «Дай руку мені, друже!»,шоу-програма для молоді «Міс Золота Осінь»
Вперше на фестивалі: патріотична акція «З Україною в серці», «Наші фестивалі». Презентація дружби міжнародних фестивалів: «Золота осінь Славутича» (м. Славутич, Україна), «Нові вешини» (м. Мінськ, Білорусь), «Прес-весна на Дніпрових схилах» (м. Київ, Україна), «Folcove insperacea» (м. Лодзь, Польща); зразковий аматорський фольклорний гурт «Намисто»; гурт Benami; фіналісти телешоу «Х-фактор»

### 2016
1011 учасників
Головна ідея фестивалю: «Пам’ятаємо минуле – віримо у майбутнє!»
Тема домашнього завдання: “Від екології природи – о екології душі”
Спецтема: “Палацу – 20!”
У рамках фестивалю: робота дискусійних платформ, майстер-класи Володимира Удовиченка, Павла Кужеєва, Григорія Жигалова, Валентина Корнієнка, Ніни Скочко, брифінг керівництва ДСП ЧАЕС, координаторів міжнародних проектів, інтелектуальна конкурс-гра для лідерів учнівського та молодіжного самоврядування «Як стати мером», «Єднає всіх нас до Славутича любов» – посвята у депутати Молодіжної ради, флешмоб-братання «Дай руку мені, друже!», шоу-програма для молоді «Міс Золота Осінь»; «Наші фестивалі». Презентація дружби міжнародних фестивалів: «Золота осінь Славутича» (м. Славутич, Україна), «Нові вешини» (м. Мінськ, Білорусь), «Прес-весна на Дніпрових схилах» (м. Київ, Україна), «Відлуння Прес-весни» (м.Одеса, Україна) «Folcowe insperacje» (м. Лодзь, Польща); зразковий аматорський фольклорний гурт «Намисто». народний ансамбль танцю України «Барвінок», колектив «Premium», гурти «Jam box», «Незграба», «Та інші…»
Вперше на фестивалі: «Дорослі» VS «Молодь» – пінбол-гра серед юних журналістів та професіоналів, «Як стати мером. Погляд поколінь» – інтелектуально-розважальна гра між збірними лідерів учнівського та молодіжного самоврядування та відомими діячами, журналістами, прем’єра кліпу «Folcowe insperacje-2016», народний хореографічний колектив «Театр моди «Дебют», м. Кривий Ріг, зразковий естрадно-вокальний колектив «Голос», Палац дітей та молоді «Золак», м. Мінськ, Білорусь, гурт «Black Jam», м.Київ, Ломакін Нікіта, м.Київ, театр мод «Fashion Zona» Євгенії Гордюк, м.Сновськ, Чернігівська обл., гурт «НАСТ», Чернігів

### 2017
1217 учасників фестивалю 
Головна ідея фестивалю: “Славутич – місто нових ідей”
Тема домашнього завдання: “Ми маємо мрію… We have a dream…”
В рамках фестивалю: 
Робота дискусійних платформ, майстер-класи відомих журналістів, блогерів, медівників, посвята у депутати Молодіжної ради, шоу-програма для молоді «Міс Золота Осінь», кольорове флешмоб – братання. «Стіна побажань» для ЗОСі, презентація-відкриття «86:Кіноклуб», подія від Міжнародного фестивалю кіно та урбаністики «86», екскурсія до Державного спеціалізованого підприємства «Чорнобильська атомна електростанція», місто Прип’ять 
Вперше: 
Демократичне глядацьке голосування, стіна учасників фестивалю, онлайн-трансляція заходів фестивалю, «Як стати мером. Мрії поколінь» – інтелектуально-розважальна гра між збірними лідерів учнівського та молодіжного самоврядування та міськими головами, прес-конференція і виступ MamaRika, Shelby, молодіжна TechNo-туса, виступ Єгор Grey, «Знайомтеся…Славутич!» – екскурсія та презентація від міського голови Юрія Фомічева за участі керівництва ДСП «ЧАЕС», презентація книги Віталія Голубєва, секретаря НСЖУ «Лайфхак для журналіста», латвійсько-український освітній проект, культурно-мистецький проект «Вірші в місті».

### 2018
1392 учасники фестивалю 
Головна ідея фестивалю: «ЗОСі – 25! Чверть століття на хвилі драйву»Тема домашнього завдання: «Мій вибір – моя відповідальність». В рамках фестивалю: робота дискусійних платформ, майстер-класи відомих журналістів та медійників, посвята у депутати Молодіжної ради, шоу-програма «Міс Золота Осінь», кольорове флешмоб – братання, стіна учасників фестивалю, екскурсія до Державного спеціалізованого підприємства «Чорнобильська атомна електростанція», місто Прип’ять, презентація проекту «Разом для молоді». Вперше на фестивалі: проєкт «Обличчя фестивалю», party у котловані, зустріч-дискусія «Поза зоною. Діалоги», відчужені атомом. Література про Чорнобиль, як форма переосмислення часу, візит дружини Президента України Марини Порошенко, нові імена української прози. Презентація роману Ірини Власенко «Чужі скарби», відкриття арт-об’єкту «Обличчя фестивалю», зустріч у «вірменськиму дворику» та костюмована екскурсія, презентація книги Віталія Голубєва, секретаря НСЖУ «Ефективність», екскурсія та квест «Любеч стародавній», концерт проекту «Яскраві діти України», виступи Тарабарова, Kishe, Ілларія, Джамала, Ольга Цибульська

### 2019
903 учасники. Головна ідея фестивалю: «25+1. Час для змін?!»Тема домашнього завдання: «Час для змін!?» В рамках фестивалю: майстер-класи відомих журналістів та медійників, посвята у депутати Молодіжної ради, шоу-програма «Міс Золота Осінь», кольорове флешмоб – братання, проект «Обличчя фестивалю», громадські слухання від школи Молодіжного лідерства NPG. Вперше на фестивалі: дискотека в «Квадрат city», нові імена української прози. Презентація роману Ірини Власенко, проект ЗОСя в Чернігові. Екскурсія до м. Чернігів. Концертна програма, виступи виконавців Тетяна Воржева, Марія Кондратенко, гурту BarBeQ

### 2020
Новий формат: фестиваль вперше проводився у режимі онлайн. У рамках фестивалю було проведено: майстер-класи відомих журналістів, медійників та управлінців, конкурс «Міс Золота Осінь», кольорове флешмоб – братання, яскраві флешмоби від волонтерів. Призи і подарунки переможці та призери конкурсів за номінаціями отримували поштою. Незважаючи на онлайн-формат, була проведена традиційна творча концертна програма, у якій взяли участь 40 дітей.

## Сайт фестивалю
- Офіційний сайт фестивалю "Золота осінь Славутича" [Архівовано 29 жовтня 2015 у Wayback Machine.]
- Докладно про фестиваль//Сайт-супутник